# Neoardelio inyangani
Neoardelio inyangani är en tvåvingeart som beskrevs av Albany Hancock 1982. Neoardelio inyangani ingår i släktet Neoardelio och familjen bredmunsflugor.
Artens utbredningsområde är Zimbabwe. Inga underarter finns listade i Catalogue of Life.